# شليس

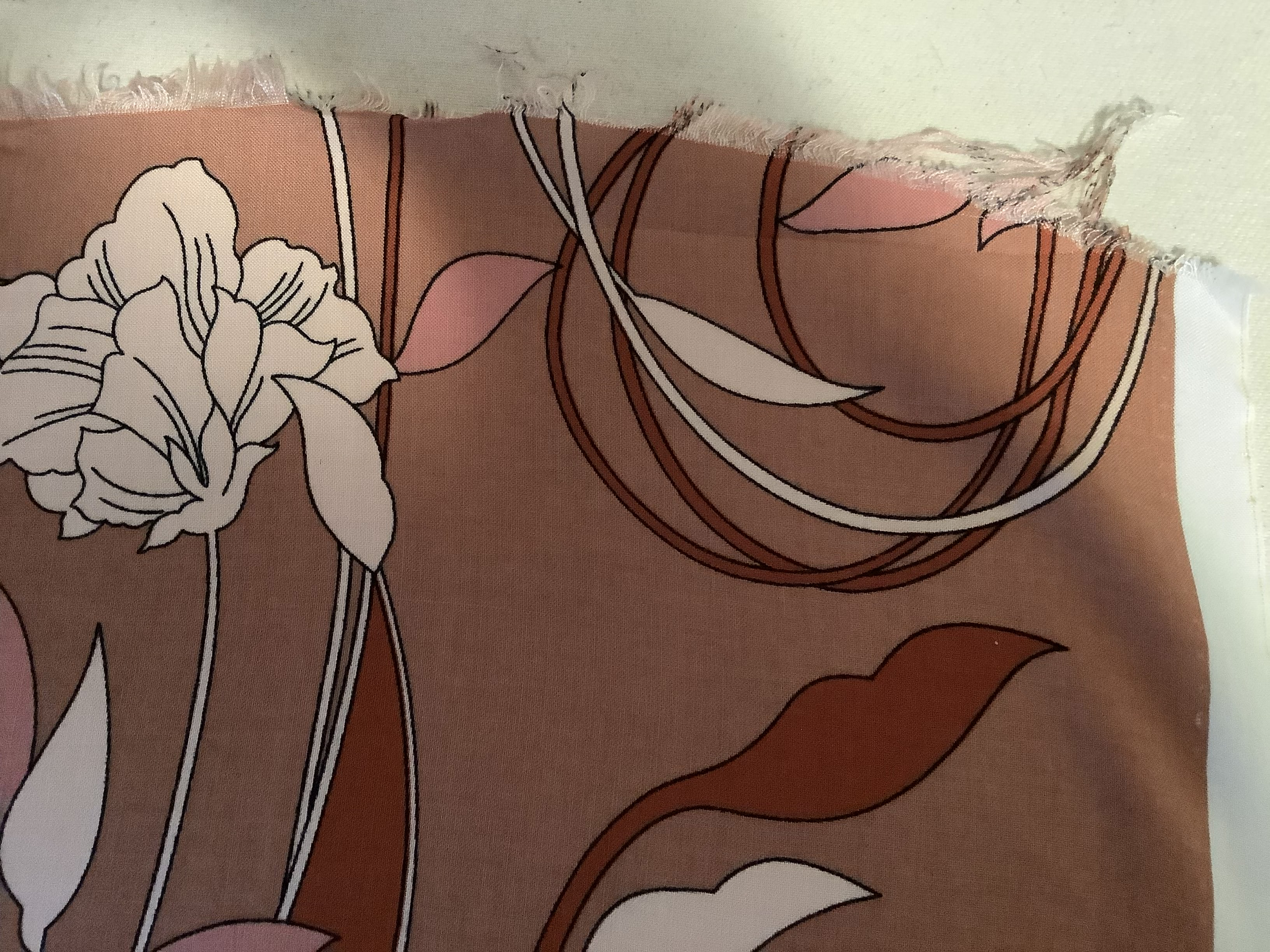
نسيج شليس

الشِّلِّيس أو قماش شالي (بالإنجليزية: Challis)‏ هو قماش منسوج خفيف الوزن، وكان في الأصل يصنع من مزيج الحرير والصوف، ومن الممكن أن يكون مصنوع من ألياف مفردة، مثل خيوط القطن أو الحرير أو الصوف،  
أو من خيوط من صنع الإنسان مثل الرايون.
صُنّعَ الشليس أول مرة في مدينة نورويتش في إنجلترا، في عام 1832م. عندما صممت لأول مرة كان الشليس رقيقًا وناعمًا مثل قماش كريب ولكنه يملك مظهراً بلا لمعة بدلا من أن يكون لماعًا، وهو أكثر ليونة.
الشليس يمكن أن يصنع مع أقمشة منسوجة أو مطبوعة. الشليس الفرنسي يجرى عليه عملية إنهاء وهي التلميع (صقل). وقد كانت التصاميم في الغالب على شكل أزهار أو أشكال هندسية،  وتستند إلى تصاميم الحرير الفرنسي.
تم اشتقاق مصطلح «شالي» من كلمة الأنجو الهندية، والتي تعني النعومة. ويوجد مصدر واحد على الأقل اقترح أن المصطلح هو مصطلح أمريكي هندي.

## اقرأ أيضاً
- منسج دوبي
- قماش بنغالين
- قماش بوبلين
- قماش باكرام
- تركيب نسيجي
- نسيج سادة